# Standplaats van Ibrahim

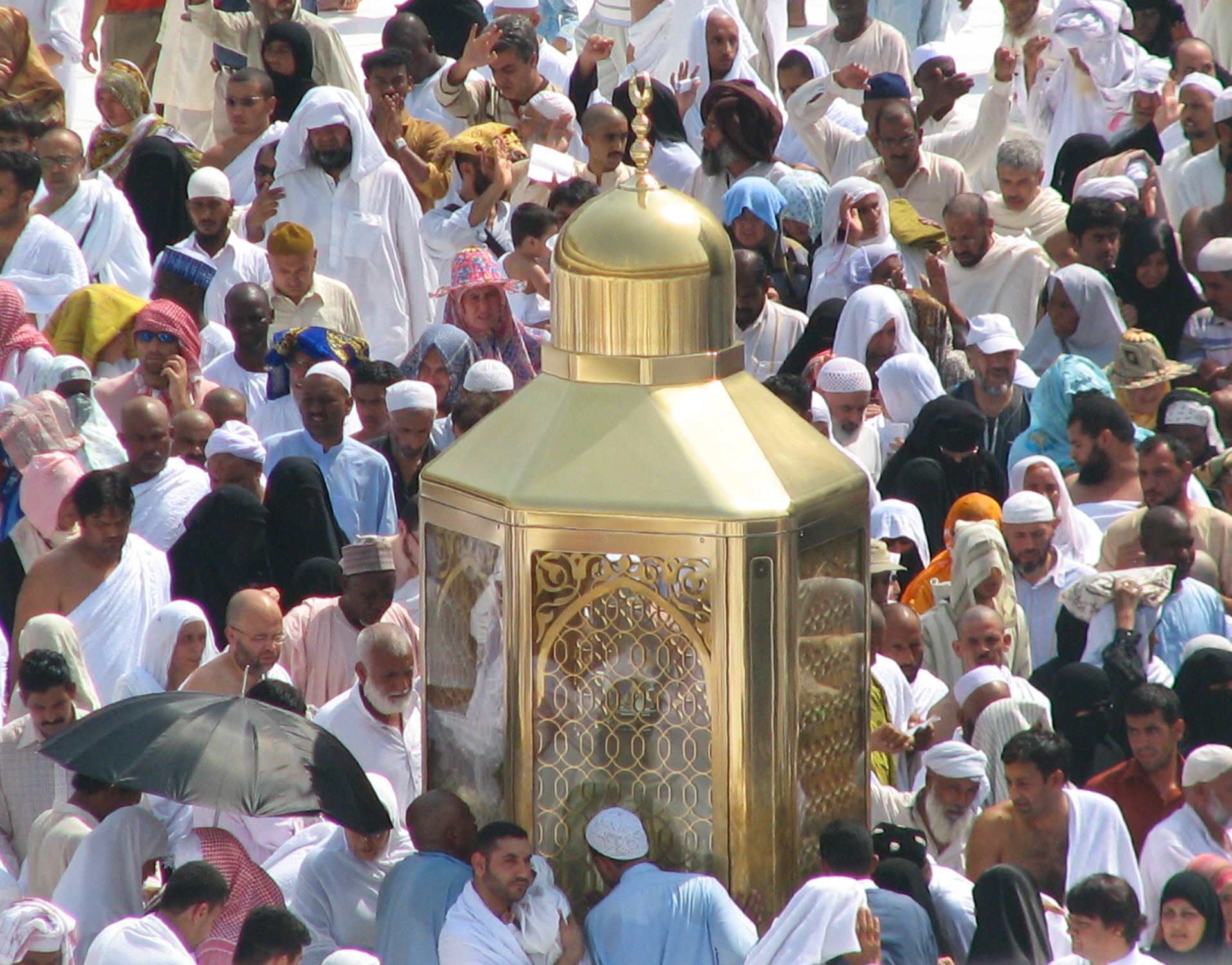
De vitrine waarin de steen zich bevindt

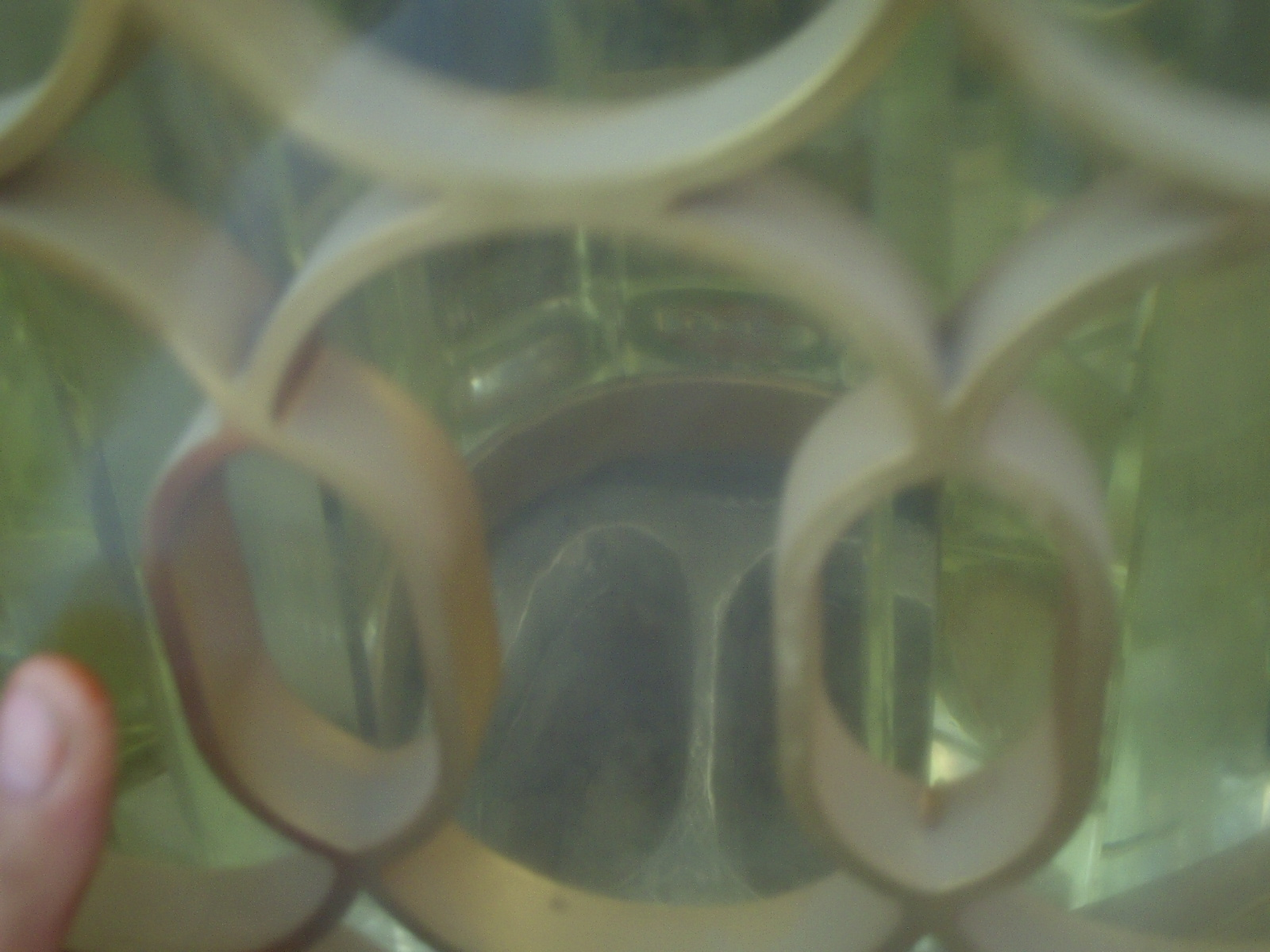
Een glimp van de steen met daarin de twee uithollingen, gefotografeerd door de ruiten van de vitrine heen

De Standplaats van Ibrahim ofwel Maqām Ibrāhīm (Arabisch: مقام إبراهيم 'Stand van Abraham') is een heilige steen met twee uithollingen aan de bovenzijde in een ruwe vorm van voetafdrukken die zich bevindt in de Heilige Moskee in Mekka. Volgens de islamitische traditie zijn de voetafdrukken de voetafdrukken van de profeet Ibrahim. De steen is 60 centimeter breed en 90 centimeter lang en wordt in een zeshoekige vitrine met goudkleurig metaal die ten noordoosten van de Ka'aba staat, dicht bij de deur.  
In de begindagen van de islam speelde deze steen een belangrijke rol bij het markeren van de plaats waar de gelovigen tot de Ka'aba baden in de Heilige Moskee. Dit veranderde pas in het begin van de achtste eeuw onder gouverneur Chālid al-Qasrī.
De uitdrukking maqām Ibrāhīm ('Abrahams plaats') wordt in de Koran vermeld in Soera 2:125.